# Justizpalast (Bayreuth)

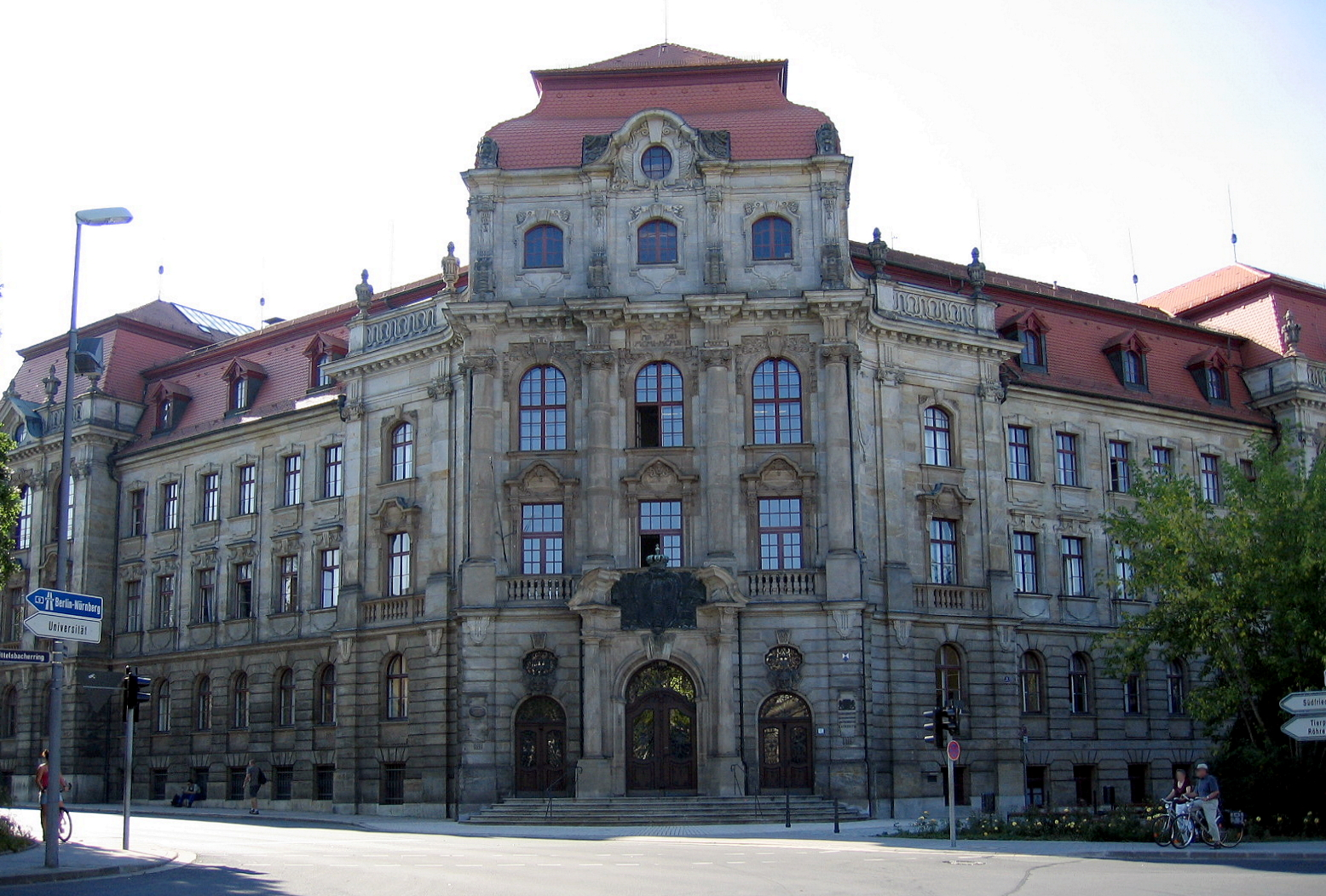
Justizpalast Bayreuth, links die Fassade Wilhelminenstraße

Der Justizpalast Bayreuth ist Sitz des Landgerichts Bayreuth, die Staatsanwaltschaft und Teile des Amtsgerichts Bayreuth sind dort ebenfalls untergebracht.

## Lage

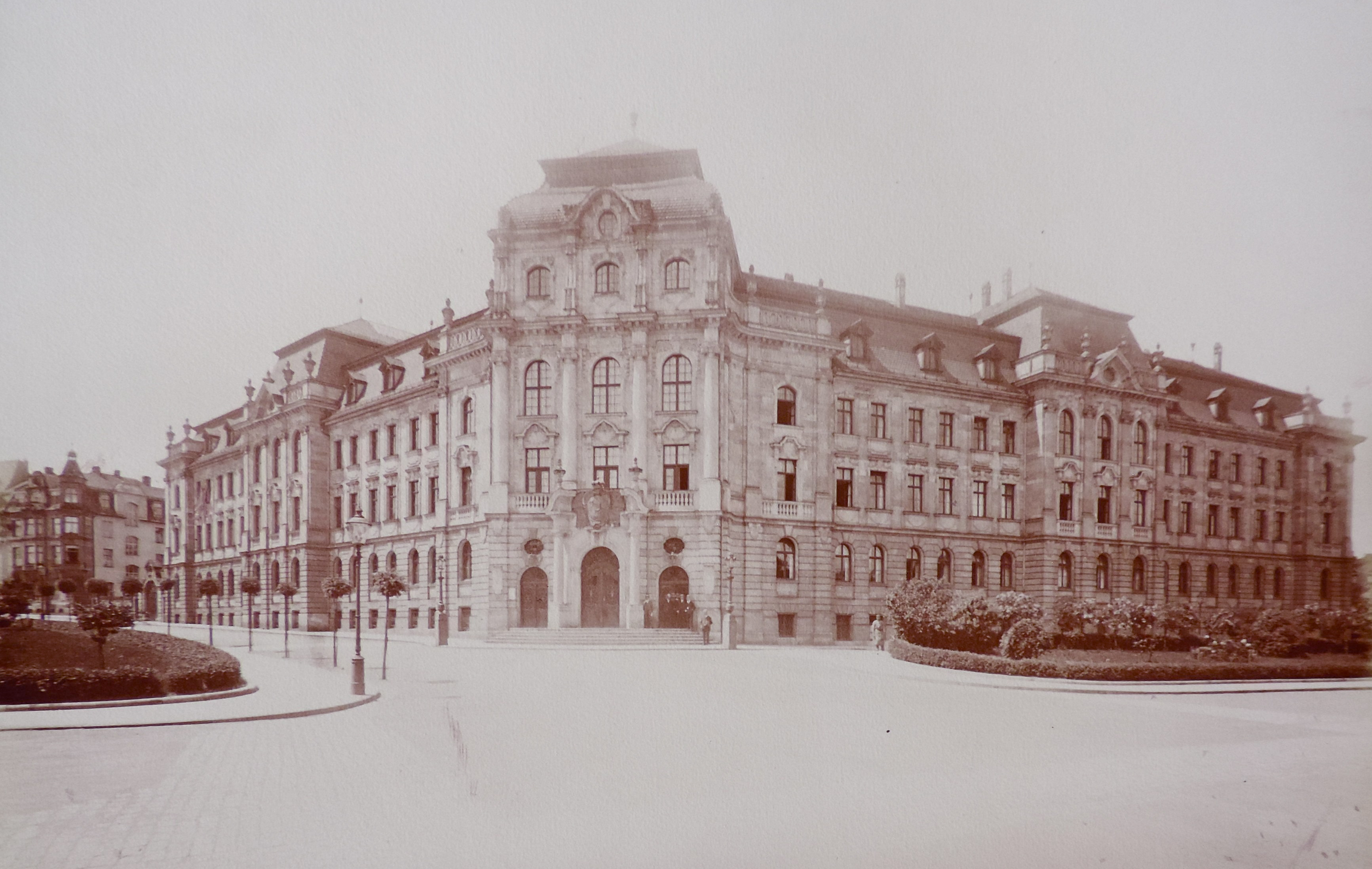
Justizpalast nach der Fertigstellung

Das Gebäude steht als Eckbauwerk an der ehemaligen Leonrodstraße und der Wilhelminenstraße, zwischen der historischen Innenstadt und dem Kasernenviertel am Südhang des Sendelbachtals. Seit dem Bau des Stadtkernrings im Jahr 1973 lautet die Anschrift Wittelsbacherring 22.

## Geschichte und Beschreibung

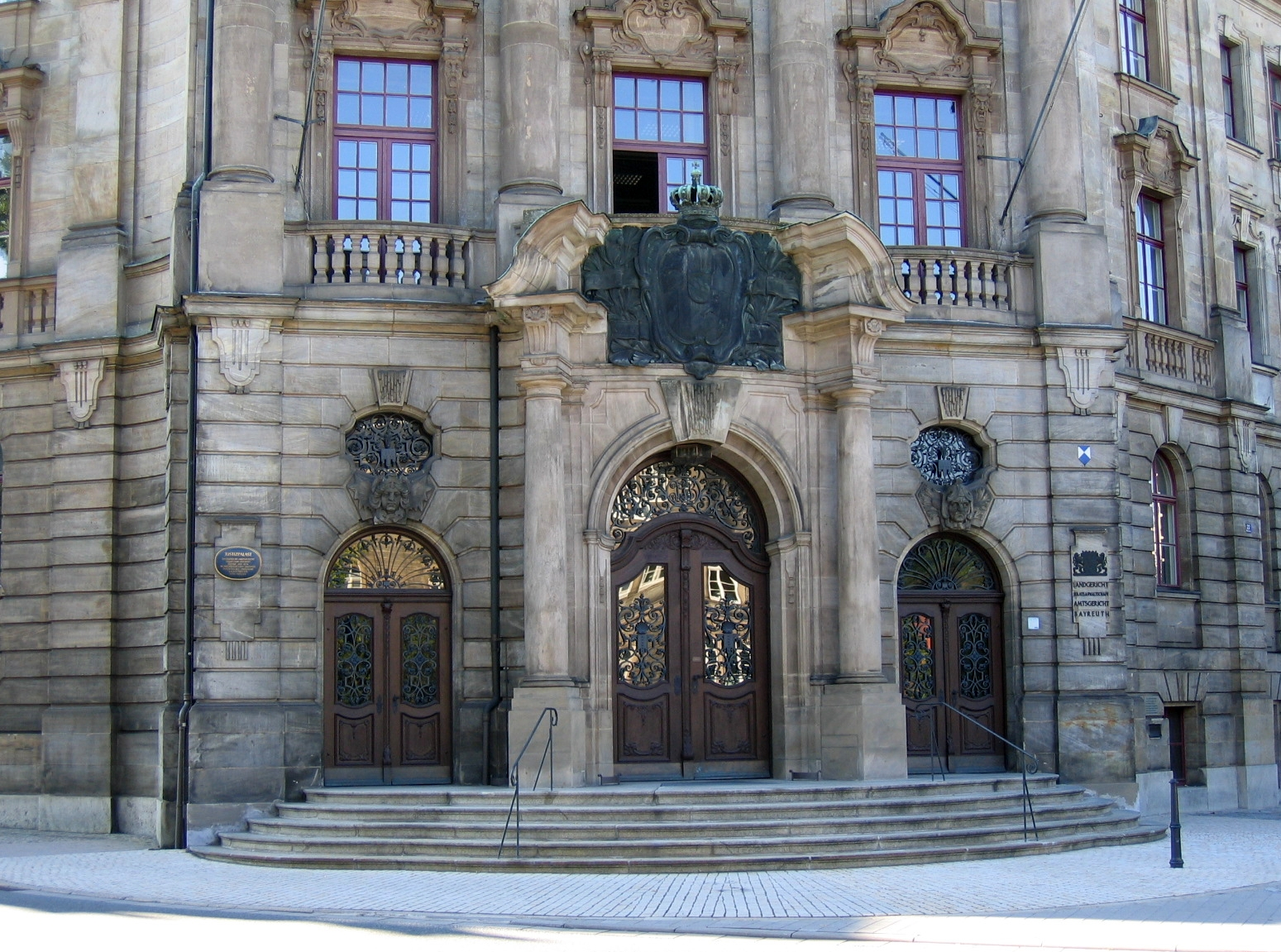
Haupteingang des Justizpalasts, neben der rechten Tür das Emblem der Haager Konvention

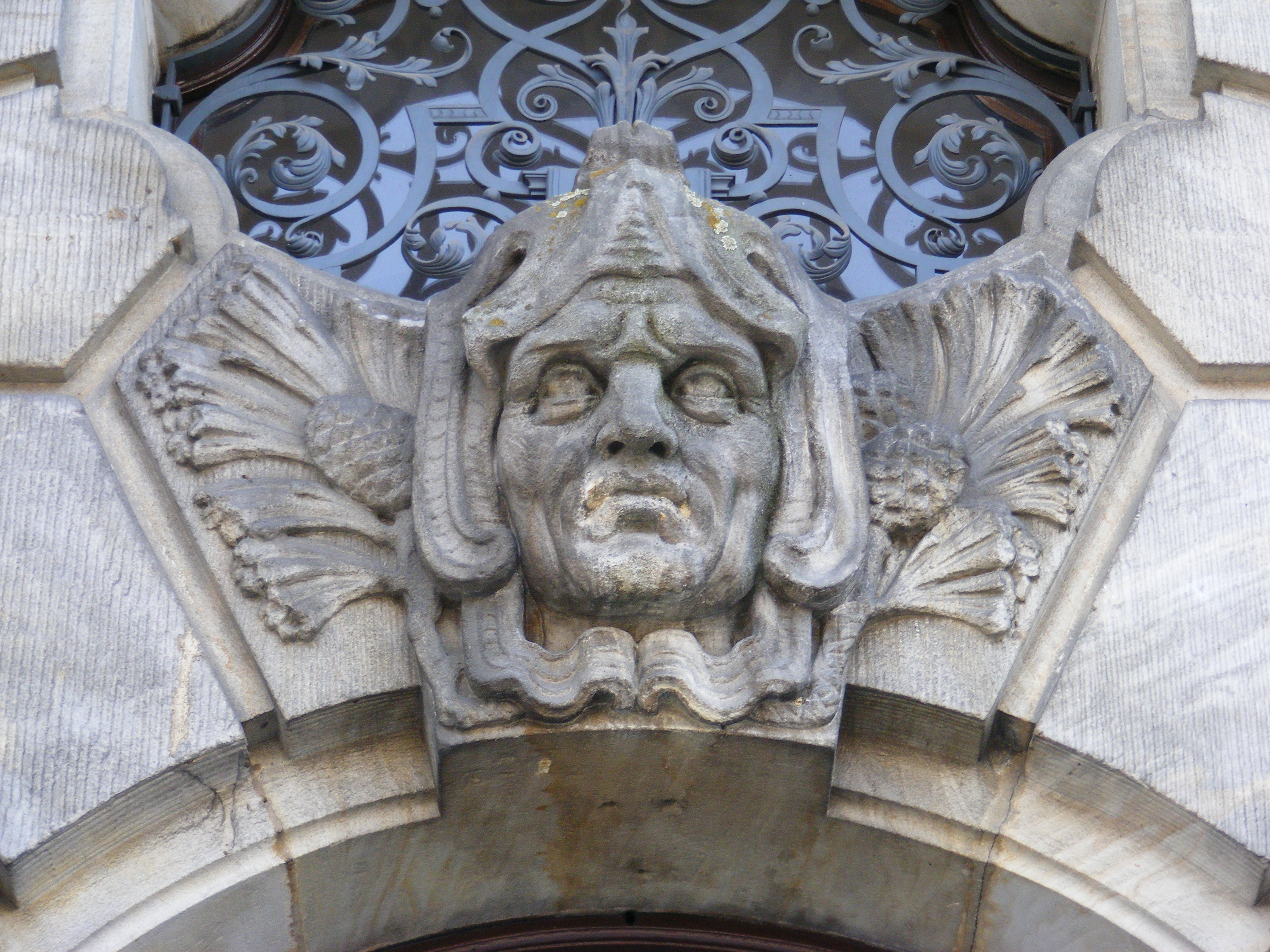
Maskaron über dem rechten Portal

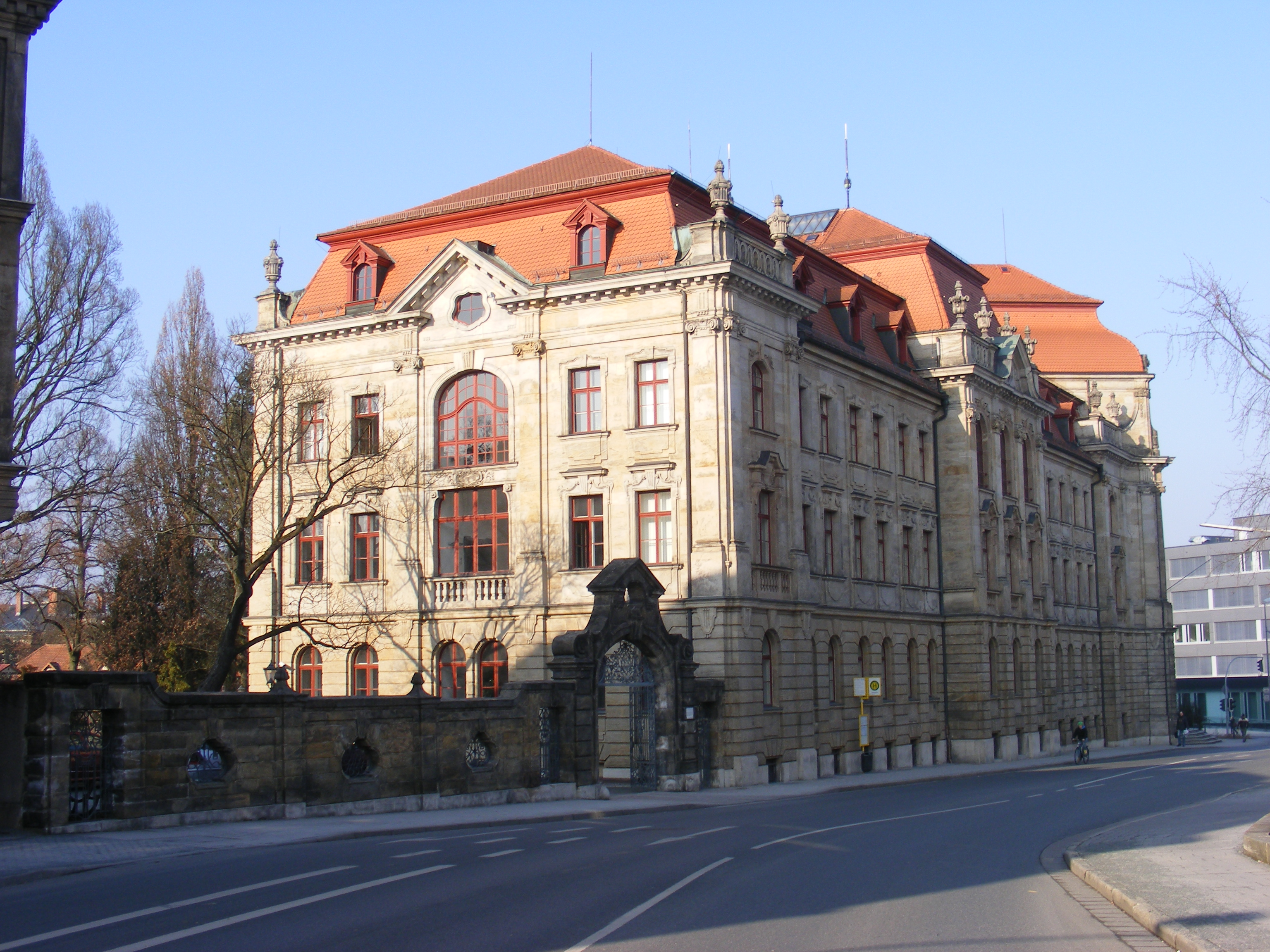
Südflügel an der Wilhelminenstraße

Die Anregung zum Gerichtsneubau ging 1898 von der Stadt Bayreuth aus. Damals war das Königliche Landgericht mit dem Schwurgericht und der Staatsanwaltschaft im Südflügel des Alten Schlosses (Ecke Maximilianstraße/Schloßberglein) untergebracht. Das Amtsgericht befand sich am Mühltürlein gegenüber der Spitalkirche. Beide Gerichte litten unter Raumnot, das Justizministerium glaubte jedoch, dem durch einen Erweiterungsbau und Mängelbehebungen begegnen zu können. Erst bei einer zweiten Inspizierung konnte der Justizminister vom notwendigen Neubau eines „Zentraljustizgebäudes“ überzeugt werden, wobei sich die Stadt zur kostenlosen Überlassung des Grundstücks verpflichtete. Zur Auswahl standen Bauplätze hinter dem Bahnhof am Stuckberg, an der Herrenwiese (östlich des Luitpoldplatzes) und an der Wolfsgasse (spätere Leonrodstraße, heutiger Wittelsbacherring). Die Wahl fiel auf die Wolfsgasse, wo die Stadt aus der sogenannten Martinspeunt 0,6 ha für 47.020 Mark erwarb. Nach der Genehmigung der Baupläne des Architekten Adolf Fröhlich durch die Königlich Oberste Baubehörde in München und die Festsetzung eines verbindlichen Kostenvoranschlags von 690.000 Mark beauftragte das Justizministerium die Regierung von Oberfranken mit der Bauausführung.
Ausführender Unternehmer war der ortsansässige Baumeister Carl Wölfel. In einer Zeit, in der Sandstein als Baumaterial bereits aus der Mode gekommen war, errichtete der Ziegeleibesitzer das letzte große Gebäude mit einer Sandsteinfassade der Stadt. Das Material für die im Neobarock gestaltete Außenfassade stammte aus dem nahen Donndorf. Am 12. Dezember 1984 wurde sie in das Verzeichnis der geschützten Kulturgüter der Haager Konvention aufgenommen.
Der Justizpalast wurde ab 1901 errichtet am 15. Dezember 1904 eingeweiht. Innen wurde der Bau, im Gegensatz zur historisierenden Fassade, zeitgemäß im Jugendstil ausgestattet. Im Wappen über dem Hauptportal befindet sich – schlecht lesbar – der Spruch „Suum cuique“. Das Treppengeländer des Haupttreppenhauses besteht aus Marmor. Als bauliches Glanzstück des Gebäudes stellt der Schwurgerichtssaal im zweiten Stock ein überragendes Zeugnis des Jugendstils dar.  Er ist mit Textilverspannungen und Holzvertäfelungen verziert; die Decke ist mit Stuck sowie einem Glasmosaikfeld aus Opal und Opaleszentglas versehen, dessen symbolisiertes Spinnennetz bedeuten soll: „Hier fängt sich der Verbrecher“.
Die Nutzfläche des Bauwerks beträgt 5558 Quadratmeter. In der Fassade wurden ca. 9500 Sandsteinquader verbaut, ursprünglich gab es 462 Fenster. Die vom bayerischen Staat getragenen Baukosten beliefen sich auf 786.332 Mark. Das Gebäude beherbergte für den Präsidenten, den Heizer und den Hausmeister drei Dienstwohnungen, von denen die letzte erst 2024 aufgegeben wurde.
Am 13. Dezember 1904 fand im alten Amtsgericht die letzte Verhandlung statt, tags darauf erfolgte der Umzug in das neue Gebäude. In seiner wechselvollen Geschichte beherbergte der Justizpalast mehrere Gerichte. Bis 1924 stand vor allem die Tätigkeit des Oberfränkischen Schwurgerichtshofs, der vierteljährlich im Saal 115 tagte, im Blickpunkt der Öffentlichkeit. Er setzte sich aus zwölf Geschworenen und drei Richtern zusammen.
In der Zeit des Nationalsozialismus wurde am 1. April 1933 jüdischen Rechtsanwälten Hausverbot erteilt. Am 20. Juni 1942 wurde, insbesondere zur „raschen Erledigung“ bestimmter politischer Straftaten, ein „Sondergericht“ für die Landgerichtsbezirke Bayreuth und Hof eingerichtet, dessen Urteile – bei starker Einschränkung der Beschuldigtenrechte – in der Regel nicht anfechtbar waren. Im Saal 100 (heute Raum 1.049) des Justizpalasts der damaligen „Gauhauptstadt“ des Gaus Bayreuth wurden Verfahren gegen 255 Angeklagte durchgeführt. Sie führten in 14 Fällen zur Verhängung der Todesstrafe; 13 der Todesurteile wurden vollstreckt, was einer Quote von 5,5 % entspricht. Das 23. Urteil des Sondergerichts erging Ende September 1942 gegen eine Magd, die von einem serbischen Kriegsgefangenen vergewaltigt worden war und wegen Geschlechtsverkehrs mit jenem zu 18 Monaten Haft verurteilt wurde. Schon für geringe Straftaten wurden Todesurteile verhängt, so im selben Monat gegen den 19-jährigen polnischen Zwangsarbeiter Bronislaw Kulik wegen des Diebstahls von Wollsachen. Bis zum 7. Februar 1943 war Hans Willy Schmitt vorsitzender Richter, ihm folgte auf eigenen Wunsch der Landgerichtspräsident Rudolf Brehm. Letzterer verurteilte noch am 9. April 1945 in der letzten Verhandlung des Sondergerichts zwei junge holländische Zwangsarbeiter zum Tode, weil sie aus einem von Fliegerbomben zerstörten Haus mehrere Stück Seife mitgenommen hatten. Willem Dumortier und Cornelius Müller wurden tags darauf, vier Tage vor den Einmarsch der Amerikaner, von einem Erschießungskommando des Bayreuther Volkssturms im Hof des Landgerichtsgefängisses erschossen. Brehm, seit 1922 Mitglied der NSDAP, wurde 1949 in einem Spruchkammerverfahren als Mitläufer eingestuft; 1950 erteilte ihm das Justizministerium die Zulassung als Rechtsanwalt.
Im Herbst 1944 tagte der Volksgerichtshof mehrmals im Sitzungssaal 100. Am 5. Februar 1945 ordnete Hitler an, dessen für Hoch- und Landesverrat zuständigen Senate von Berlin nach Bayreuth auszulagern. 221 politische Häftlinge, darunter 28 Frauen, trafen daher am 17. Februar im örtlichen Zuchthaus ein. Die sich überschlagenden Kriegsereignisse verhinderten jedoch die Realisierung dieses Vorhabens. Am 8. April wurde der Justizpalast von mehreren Brandbomben getroffen, die aber rechtzeitig gelöscht werden konnten.
Am 14. April 1945 nahmen die US-Truppen die Stadt ein; bis zum 11. Juni 1947 diente ihnen der Justizpalast als Hauptquartier. Am 1. Juli 1946 durfte die Justiz zunächst einen Teil des Gebäudes im zweiten Obergeschoss wieder beziehen. Von Juni 1947 bis Februar 1949 wurden im Rahmen der Entnazifizierungsverfahren die Spruchkammern I bis III untergebracht. „Größte Beachtung“ fand laut der örtlichen Tageszeitung Fränkische Presse die Spruchkammerverhandlung gegen Karl Krumbholtz, der als Leiter der Bayreuther Staatsanwaltschaft Vollstreckungsleiter für die 14 Todesurteile des Sondergerichts gewesen war. Er wurde in die Gruppe IV der Mitläufer eingestuft und 1948 zu einer Sühneleistung von 800 Reichsmark verurteilt.
Am 13. Juli 1948 wurde wegen Raubmords das letzte Todesurteil in Bayreuth ausgesprochen, aber nicht mehr vollstreckt. 1950 kehrten im Justizpalast „wieder normale Geschäftsverhältnisse“ ein. 1975 wurde der Bau unter Denkmalschutz gestellt. Wegen Raummangels wurden in jüngerer Zeit Geschäftsbereiche auf drei weitere Gebäude in der nahen Umgebung ausgelagert.
Im Jahr 2015 arbeiteten an den verschiedenen Gerichten im Gebäude mehr als 130 Personen, davon waren 23 Richter. 2014 wurden bei der Eingangskontrolle nahezu 1200 Gegenstände konfisziert, darunter 708 Messer und eine Schusswaffe.

## Sonstiges

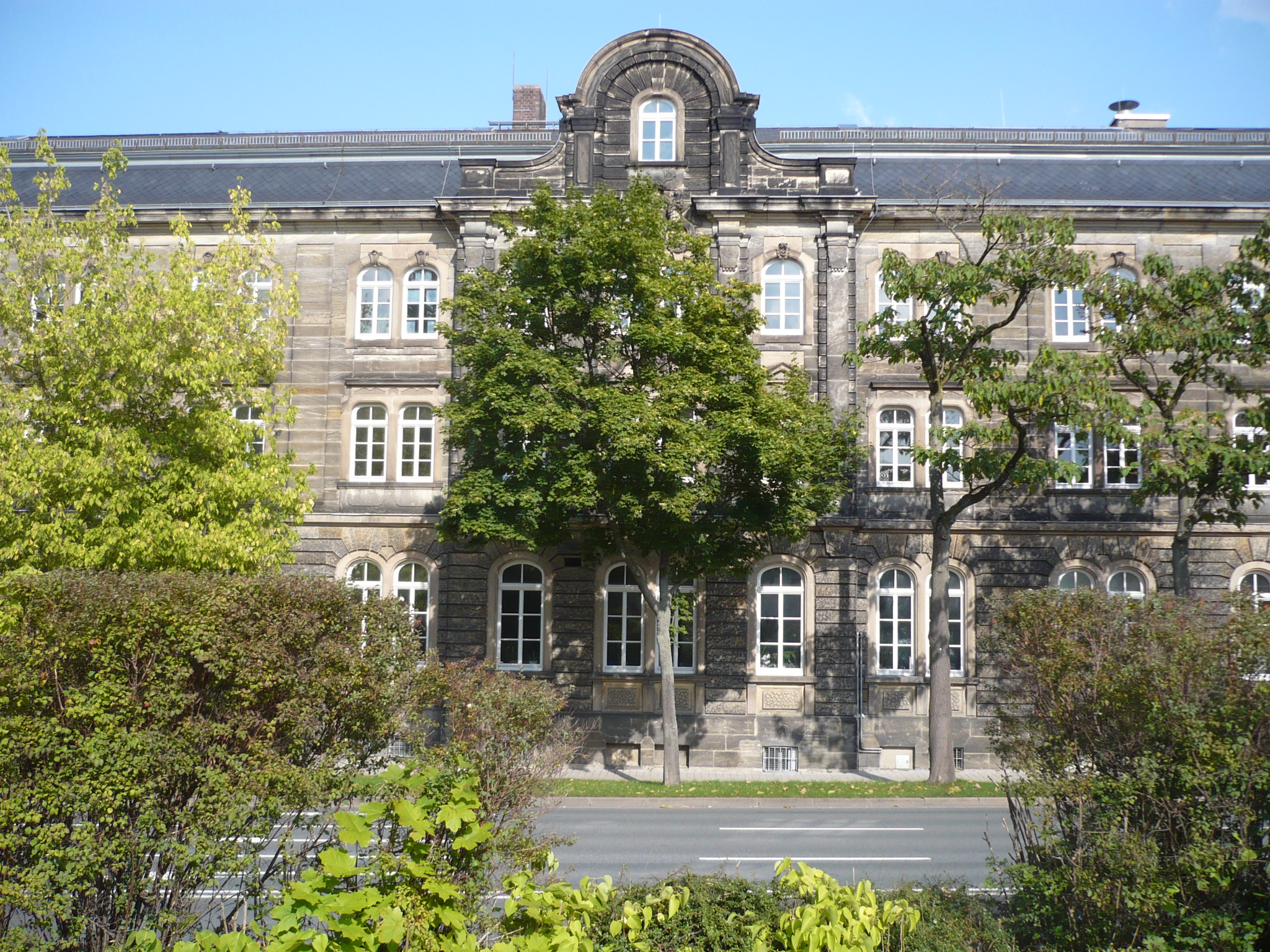
Justizgebäude II vor der Sanierung (2014)

Im Garten des Justizpalastes fanden im Sommer 2021 erstmals Theateraufführungen statt, die seitdem der Fränkische Theatersommer ausrichtet. Im Juli und August 2023 sind in dritter Auflage zwei Veranstaltungen vorgesehen.
Schräg gegenüber dem Justizpalast ist im ehemaligen Dienstgebäude des 7. Infanterieregiments (Wilhelminenstraße 7, → Kasernenviertel) eine Außenstelle des Landgerichts (‚Justizgebäude II‘) untergebracht.